# Vida selvagem

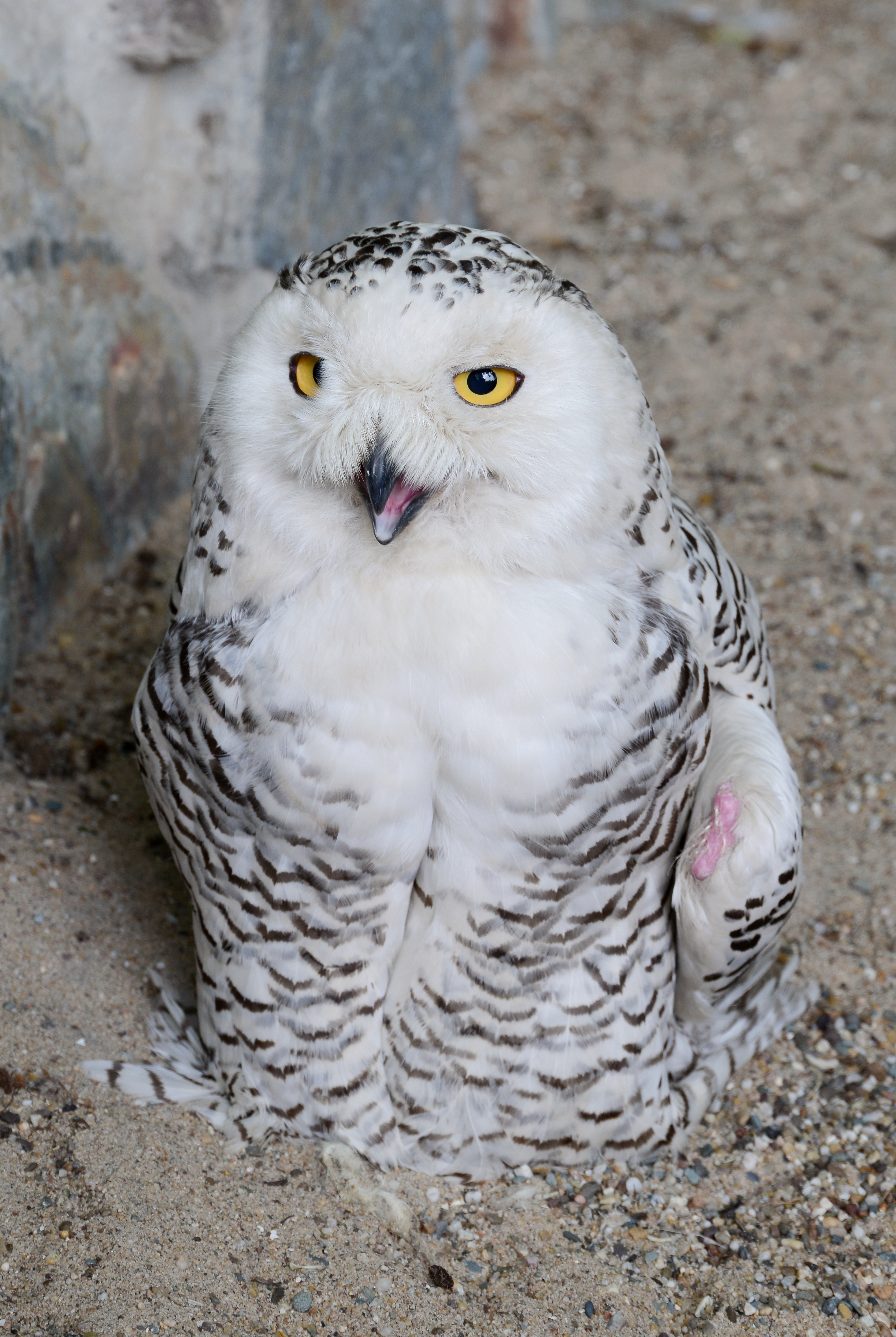
Uma coruja das neves.

Vida Selvagem tradicionalmente é entendido como as espécies animais não domesticadas, mas passou a incluir todas as plantas, fungos e outros organismos que crescem ou vivem selvagens em uma área sem ser introduzidos por seres humanos.  
A vida selvagem pode ser encontrada em todos os ecossiostemas. Desertos, florestas tropicais, planícies e outras áreas, incluindo as cidades mais desenvolvidas, todas têm formas distintas de vida selvagem. Embora na cultura popular a expressão geralmente se refira a animais intocados pela presença humana, a maioria dos cientistas concordam que a vida selvagem ao redor do globo sofre, de um modo ou de outro, o impacto das a(c)tividades humanas.
Historicamente, os seres humanos buscaram separar a civilização da vida selvagem de uma série de maneiras, incluindo os aspectos legal, social e moral. Isto tem sido tema de debate através de toda história regist(r)ada, particularmente por meio da literatura. As religiões têm declarado com freqüência que certos animais são sagrados e em épocas recentes, a preocupação com o meio ambiente e a exploração da vida selvagem para benefício humano ou entretenimento tem provocado protestos por parte de ativistas.
As populações mundiais de peixes, aves, mamíferos e répteis sofreram uma redução de 52% entre 1970 e 2010. O Relatório Planeta Vivo da WWF, publicado de dois em dois anos, salienta que as exigências das populações humanas estão agora 50% acima do que a natureza é capaz de aguentar, com árvores a serem cortadas, aquíferos a serem bombeados e dióxido de carbono a ser emitido demasiadamente depressa para o planeta recuperar. Segundo o comunicado de Ken Norris, director científico da Sociedade Zoológica de Londres, “estes danos não são inevitáveis, são uma consequência do estilo de vida que escolhemos”.
Segundo os novos resultados (2014), a pior quebra deu-se entre as populações de peixes de água doce, que caíram 76% nas últimas quatro décadas até 2010, enquanto ambos os números relativos às populações marinhas e terrestres desceram 39%. A principal razão do declínio das populações foi a perda de habitats naturais, a caça e a pesca e as alterações climáticas.

### Em inglês
- The World Conservation Union (IUCN)
- IUCN Red List of Threatened Species
- The Convention on Biological Diversity
- The World Wide Fund for Nature
- World Hunting Association
- Madagascar Wildlife Conservation
- UK wildlife and countryside forum
- The American Land Conservancy

### Em português
- SPVS - Sociedade de Pesquisa em Vida Selvagem e Educação Ambiental
- Vida Selvagem - Portal de Turismo do Algarve
- Vida selvagem em perigo
- WWF Brasil
- Índia - Religião e Vida Selvagem